# Felip III de Valois
Felip de França III de Valois, teòricament I d'Orleans (1 de juliol de 1336, Vincennes - 1 de setembre de 1375, Vincennes) va ser Duc d'Orleans i de Turena i comte de Valois. El seu pare li va donar Orleans i Turena en herència (1346) i els va erigir a la dignitat de ducat-paria. Portava com escut d'armes: De blau sembrat de flors de lliris d'or amb lambel componat de gules i d'argent. El 1344 va heretar del pare el comtat de Valois. Va ajudar el seu germà, el rei Joan II de França, en la guerra contra els anglesos. Fou fet presoner a batalla de Poitiers (1356), i quedà com a ostatge fins a 1360. A la seva mort (1375), sense posteritat legítima, els seus dominis tornaren a la corona.

## Família
Fill de Felip VI de França, rei de França, i de Joana de Borgonya i de França, es va casar, el 8 de gener de 1344 amb Blanca de França (1328 - 1393), filla pòstuma de Carles IV de França i de Joana d'Evreux, i no van tenir fills.
Va deixar tanmateix dos fills il·legítims:
- N,[3] dit el "bastard d'Orleans" (mort a Château-Thierry, Aisne, vers 1380). Fou criat a Bourges amb Joan, duc de Berry
- Lluís d'Orleans (mort el 27 de març de 1395 a Jerusalem)[4] que fou bisbe de Poitiers i de Beauvais.

## Dominis i possessions (llista no exhaustiva)
El seu germà Joan II el Bo li va vendre l'Hotel de Navarre, als núm. 47 - 49 del carrer Saint-André-des-Arts a París, actual Via del districte, que havia heretat de Joana II de Navarra.
El Ducat-paria d'Orleans.